# Urinatores
Gli urinatores (in italiano palombari o lett. acquaioli) erano in età antica dei sommozzatori specializzati nel recupero di beni dispersi a seguito di affondamenti o naufragi di navi, operanti di solito in zone marittime o di confluenza di navigli, anche presso aree fluviali (come il porto tiberino a Roma). Riuniti in vere e proprie corporazioni, a loro spettava un compenso pari a una parte del valore della cosa recuperata.
Il loro campo di attività era aperto anche alla ripulitura degli alvei dei fiumi e al disincaglio delle navi. Per le immersioni utilizzavano una serie di espedienti, tra cui dei pesi per favorire le immersioni, tappi di spugna per proteggere i timpani dalla pressione e dall'intrusione dell'acqua, olio al fine di migliorare la visibilità, particolari tubi o "respiratori" ante litteram per prolungare i tempi di permanenza in acqua, di cui parla anche Aristotele.
Gli urinatores, pur operando per un interesse privato e per finalità di tornaconto, svolsero un'attività che è stata associata, per evidenti ragioni di analogia, con la moderna attività degli archeologi subacquei, che esercitano la pratica di ricognizione e di recupero alla ricerca di reperti sottomarini.

## Testimonianze
Tra i primi Erodoto aveva citato la vicenda della figura di un sub o testualmente "nuotatore" (δύτης) riferibile alle guerre persiane (480 a.C.), un tal Scillia che fu in grado di riemergere ad Artemisio dopo essersi gettato nelle acque ateniesi di Tessaglia, operando una traversata di circa 80 stadi. Secondo Erodoto tuttavia, che non crede alla favola, il presunto sub operò il viaggio per nave. Tucidide narrò invece che durante la guerra del Peloponneso, nel 426 a.C., alcuni sommozzatori (κολυμβηταί) soccorsero gli Spartani assediati a Pilo trascinando degli otri sottacqua.
Il naturalista e storico romano Plinio parlò invece di urinantes in due passi della sua opera, nel primo a proposito delle conseguenze dell'incontro dei nuotatori con dei polpi, nel secondo quando cita le proprietà dell'olio utilizzato dai sommozzatori:
(Plinio, Naturalis Historia, IX, 91, trad. it. E. Nardi)
(Plinio il Vecchio, Naturalis Historia, II, 234)
Livio riporta un episodio occorso durante la guerra contro Perseo di Macedonia nel 168 a.C., quando il re, spaventato dalle notizie dell'arrivo a momenti dei romani, ordinò che si dovessero gettare in mare tutti i tesori reali conservati a Pella. Pentito della decisione Perseo fece marcia indietro disponendo il ripescaggio delle ricchezze. Ai sommozzatori ingaggiati (urinatore[s]) Perseo riservò tuttavia solo la morte, "perché non sopravvivesse alcuno che fosse a parte del suo ordine così pazzesco".
Nel Digesto, nella parte delle quaestiones di Callistrato (giurista del II-III secolo), si fa riferimento al caso giuridico preso in esame dallo stesso giureconsulto (ma già a suo tempo discusso dal giurista Massurio Sabino) di una nave da carico investita da una burrasca e poi affondata, della quale non si sapesse ripartire il contenuto di merci recuperato e assegnare il compenso dovuto ai sommozzatori (urinatores).

## Corporazione degliurinatores
In altre due epigrafi oltre quella citata all'inizio, una rinvenuta sempre a Ostia, l'altra a Roma, si evince che gli urinatores avevano un loro corpus. Nella prima si fa riferimento a un certo Publio Aufidio, decurione di Hippo Regio, che era stato patrono delle "associazioni dei misuratori, dei fornitori di grano e degli urinatori", nella seconda, datata 206, a un tal Tiberio Claudio, littore decuriale, patrono del "corpo dei pescatori e sommozzatori" (e segue "totius alvei Tiberis", ovvero dell'intero corso tiberino). Nella stessa epigrafe si dice che un senatoconsulto aveva consentito ai pescatori e ai sommozzatori (che si pensa che fossero uniti insieme) di associarsi, presumibilmente in un collegium.